# Kalanchoe hildebrandtii
Kalanchoe hildebrandtii ist eine Pflanzenart der Gattung Kalanchoe in der Familie der Dickblattgewächse (Crassulaceae).

## Beschreibung

### Vegetative Merkmale
Kalanchoe hildebrandtii ist ein ausdauernder, verzweigter Strauch, der Wuchshöhen von 1 bis 4 Meter erreicht und mehr oder weniger dicht mit winzigen sternförmigen Haaren bedeckt ist. Die verholzten Triebe sind aufrecht und stark verzweigt. Die Laubblätter sind gestielt. Der zylindrische Blattstiel ist rinnig und 3 bis 8 Millimeter lang. Die glauke bis grünliche, dicke, eiförmige bis rundliche Blattspreite ist 1,5 bis 5 Zentimeter lang und 1 bis 3,5 Zentimeter breit. Ihre Spitze ist stumpf bis gerundet, die Basis plötzlich keilförmig. Der Blattrand ist ganzrandig.

### Generative Merkmale
Der locker Blütenstand ist eine Rispe und erreicht eine Länge von 8 bis 35 Zentimeter. Die aufrechten, fleischigen Blüten stehen an 1,5 bis 4 Millimeter langen Blütenstielen. Ihr Kelch ist grün, die Kelchröhre etwa 0,5 Millimeter lang. Die etwas dreieckigen, zugespitzten Kelchzipfel sind 1,2 bis 2,5 Millimeter lang und ebenso breit. Die weißen, blassgrünen bis gelben Kronblätter sind spärlich behaart. Die urnenförmige Kronröhre ist 3 bis 5 Millimeter lang. Ihre eiförmigen, stumpfen Kronzipfel weisen eine Länge von 2,2 bis 3,6 Millimeter auf und sind 1,2 bis 2 Millimeter breit. Die Staubblätter sind oberhalb der Mitte der Kronröhre angeheftet und ragen nicht oder kaum aus der Blüte heraus. Die nierenförmigen Staubbeutel sind 0,3 bis 0,4 Millimeter lang. Die mehr oder weniger rechteckigen Nektarschüppchen weisen eine Länge von 1 bis 1,5 Millimeter auf. Das Fruchtblatt weist eine Länge von 0,8 bis 1,5 Millimeter auf. Der Griffel ist 0,8 bis 1,5 Millimeter lang.
Die Samen sind verkehrt eiförmig.

## Systematik und Verbreitung
Kalanchoe hildebrandtii ist im Süden und Südwesten von Madagaskar im Trockenbusch auf unterschiedlichen Böden und auf Felsen verbreitet. 
Die Erstbeschreibung durch Henri Ernest Baillon wurde 1885 veröffentlicht.

## Nachweise